# Astragalus thaumasios
Astragalus thaumasios är en ärtväxtart som beskrevs av Dieter Podlech. Astragalus thaumasios ingår i släktet vedlar, och familjen ärtväxter. Inga underarter finns listade i Catalogue of Life.